# Pyracantha heterophylla
Pyracantha heterophylla är en rosväxtart som beskrevs av Tien Bung Chao och Z.X. Chen. Pyracantha heterophylla ingår i släktet eldtornar, och familjen rosväxter. Inga underarter finns listade i Catalogue of Life.